# دهستان دانش
دهستان دانش در بخش مرکزی شهرستان قدس استان تهران قرار دارد. این دهستان در غرب استان تهران و شرق شهرستان قدس قرار دارد. جمعیت این شهرستان براساس سرشماری سال ۱۳۹۵، ۳٬۸۸۹ نفر در ۱۱۹۸ خانوار است. مرکز این دهستان، شهرک دانش است.

## روستاها
- شهرک دانش (قدس)
- زرنان بالا
- زرنان پائین